# Rio Novo (rio de Minas Gerais)
O rio Novo ou rio Piau é um curso de água que banha o estado de Minas Gerais, Brasil. É o principal afluente da margem direita do rio Pomba e, portanto, um subafluente do rio Paraíba do Sul.
Nasce com o nome de rio do Pinho na serra da Mantiqueira, a uma altitude de 1200 metros, no município de Antônio Carlos. Ainda com o nome de rio do Pinho, banha a cidade de Santos Dumont. Neste mesmo município, passa a ser chamado de rio Piau a partir da represa de Piau. Depois de banhar a cidade de Piau, entra no município de Goianá, onde passa a ser ter o nome de rio Novo. Recebe seu afluente ribeirão Caranguejo na cidade de Rio Novo. A partir daí, banha os municípios de Descoberto, São João Nepomuceno, Itamarati de Minas, Leopoldina e Cataguases, sendo neste último localizada sua foz no rio Pomba. Outros afluentes do rio Novo são o ribeirão da Grama, o ribeirão Roça Grande e o ribeirão dos Pires.
Suas águas são aproveitadas para geração de energia elétrica em 5 usinas hidrelétricas: a PCH Anna Maria e a PCH Guary, no município de Santos Dumont, com respectivamente 1680 e 5400 kW de potência instalada; a UHE Piau, no município de Piau, com 18012 kW; e as PCH Maurício e Nova Maurício, localizadas entre os municípios de Leopoldina e Itamarati de Minas, com respectivamente 1280 e 29232 kW.